# Emmanuel Auricoste
Emmanuel Auricoste fue un escultor francés, nacido el año 1908 en París y fallecido el 15 de agosto de 1995 en Leucate.

## Vida y obras
Siguió las enseñanzas de Bourdelle y Charles Despiau. 

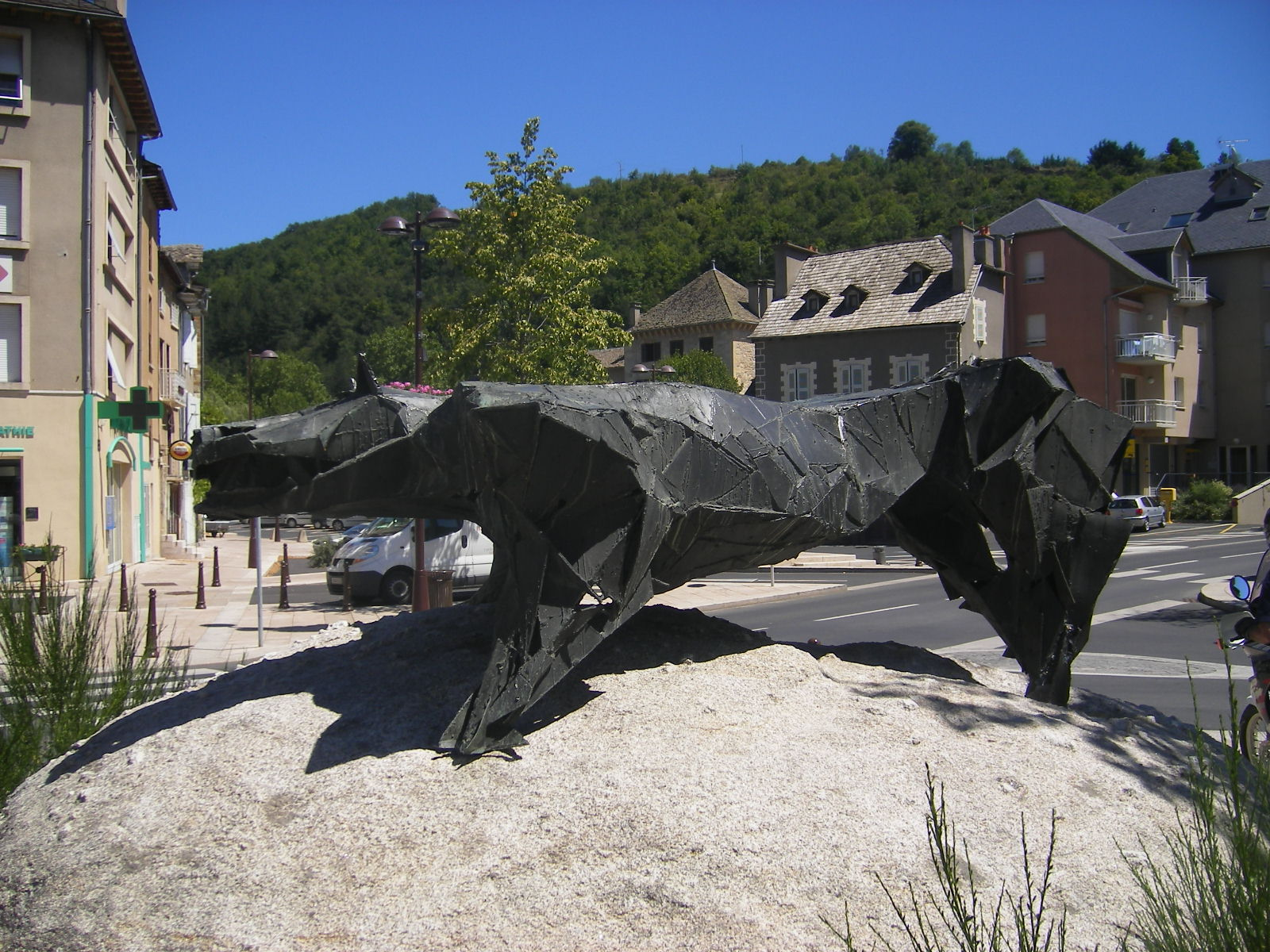
La «Bestia de Gévaudan».
Ubicación Marvejols
Creación 1958
Material Hierro soldado

Entre sus obras se encuentra un relieve en el palacio de Chaillot (1937); un monumento a Chateaubriand en la Biblioteca Ambrosiana de Milán (1938);· una puerta de bronce del palacio de la Sociedad de Naciones en Ginebra  (1939); o una estatua de Fénelon frente a la catedral de Cambrai (1947).· En Marvejols (Lozère) dejó un «Vert galant» - Enrique IV de Francia (1956 - 44°33′18″N 3°17′27″E / 44.55500, 3.29083) y la célebre «Bestia de Gévaudan» (1958 - 44°33′6″N 3°17′33″E / 44.55167, 3.29250). Una estatua dedicada al poeta Léon-Paul Fargue se encuentra en el  Petit-Palais de París.
En Mont-de-Marsan se puede ver una Venus en bronce de Emmanuel Auricoste, junto a una Rolande de Robert Wlérick (1882-1944) y la Repentir de  Albert Pommier (1880-1944); todas ellas instaladas en el jardín Saint Vincent, muy cerca de la antigua capilla romana.
Fue profesor en la Escuela de Bellas Artes de Orléans y de la Académie de la Grande Chaumière en París. Emmanuel Auricoste fue nombrado profesor de la Ecole nationale supérieure des arts décoratifs en 1963 y fue uno de los miembros fundadores del Salón de Mayo (Salon de Mai), junto con sus amigos Alberto Giacometti y Germaine Richier.
Emmanuel Auricoste estuvo casado con la pintora Régine Auricoste.